# Søre Hånesholmen
Søre Hånesholmen ou Hånesholmen est une île dans le landskap Sunnhordland du comté de Vestland. Elle appartient administrativement à Lindås.

## Géographie
Rocheuse et couverte d'arbres, à fleur d'eau, elle s'étend sur environ 250 m de longueur pour une largeur approximative de 159 m.   